# Staunton, Illinois
Staunton är en stad i Macoupin County i den amerikanska delstaten Illinois med en folkmängd, som uppgår till 5 139 invånare (2010).